# Fußball bei den Spielen der Frankophonie

Fußball gehört bei den Spielen der Frankophonie (franz.: Jeux de la Francophonie) zu den Sportarten, die seit 1989 bisher ständig im Programm der Spiele waren. Teilnehmer sind die Fußballnational- bzw. -auswahlmannschaften der französischsprachigen Länder. In der Regel nehmen Studenten-Auswahlteams teil. Ein Turnier im Frauenfußball wurde bisher nicht ausgetragen.

## Die Turniere im Überblick
| Jahr         | Gastgeber                 | Finale         | Finale              | Finale         | Spiel um Bronze | Spiel um Bronze     | Spiel um Bronze |
| Jahr         | Gastgeber                 | Gold           | Ergebnis            | Silber         | Bronze          | Ergebnis            | 4. Platz        |
| ------------ | ------------------------- | -------------- | ------------------- | -------------- | --------------- | ------------------- | --------------- |
| 1989 Details | Casablanca (Marokko)      | Kanada         | 4:1                 | Marokko        | Kongo           | 3:2                 | Frankreich      |
| 1994 Details | Paris (Frankreich)        | Frankreich     | 3:2                 | Ägypten        | Kongo           | 2:1                 | Marokko         |
| 1997 Details | Antananarivo (Madagaskar) | Kanada         | 0:0 3:2 i. E.       | Kongo          | Kamerun         | 2:1                 | Madagaskar      |
| 2001 Details | Ottawa (Kanada)           | Marokko        | 1:0                 | Frankreich     | Ägypten         | 3:0                 | Kamerun         |
| 2005 Details | Niamey (Niger)            | Elfenbeinküste | 3:0                 | Senegal        | Burkina Faso    | 0:0 5:4 i. E.       | Kamerun         |
| 2009 Details | Beirut (Libanon)          | Kongo          | 0:0 5:3 i. E.       | Elfenbeinküste | Marokko         | 3:1                 | Kanada          |
| 2013 Details | Nizza (Frankreich)        | Kongo          | 2:1                 | Marokko        | Senegal         | 0:0 11:10 i. E.     | Elfenbeinküste  |
| 2017 Details | Abidjan (Elfenbeinküste)  | Marokko        | 1:1 n. V. 6:5 i. E. | Elfenbeinküste | Mali            | 2:1                 | DR Kongo        |
| 2023 Details | Kinshasa (DR Kongo)       | Kamerun        | 2:1                 | Burkina Faso   | Niger           | 1:1 n. V. 4:3 i. E. | Benin           |

### Medaillenspiegel
nach 9 Turnieren
| Rang | Land           | Goldmedaille | Silbermedaille | Bronzemedaille | Gesamt |
| ---- | -------------- | ------------ | -------------- | -------------- | ------ |
| 1    | Marokko        | 2            | 2              | 1              | 5      |
| 2    | Republik Kongo | 2            | 1              | 2              | 5      |
| 3    | Kanada         | 2            | 0              | 0              | 2      |
| 4    | Elfenbeinküste | 1            | 2              | 0              | 3      |
| 5    | Frankreich     | 1            | 1              | 0              | 2      |
| 6    | Kamerun        | 1            | 0              | 1              | 2      |
| 7    | Ägypten        | 0            | 1              | 1              | 2      |
|      | Senegal        | 0            | 1              | 1              | 2      |
|      | Burkina Faso   | 0            | 1              | 1              | 2      |
| 10   | Mali           | 0            | 0              | 1              | 1      |
|      | Niger          | 0            | 0              | 1              | 1      |